# Östen Ståhl
Roland Östen Ståhl, född 26 augusti 1930 i Snöstorps församling, död 24 januari 1998 i Halmstad, var en svensk fotbollsspelare (anfallare).
Ståhl representerade på klubbnivå Halmstads BK. Han debuterade för klubben 1948 och spelade i Allsvenskan 1954/1955–1957/1958. Sammanlagt gjorde han 67 allsvenska matcher (30 mål) för klubben. Sex av hans allsvenska mål kom i en och samma match, en 9–0-seger mot Västerås SK 1955 där även Lars-Olof Johansson (senare Jingblad) gjorde hattrick.
År 1955 spelade Ståhl två A-landskamper (inga mål) för Sverige. Han gjorde även två B-landskamper (ett mål).